# Thailand Masters
Thailand Masters – nierankingowy turniej snookerowy, który odbywał się w latach 1983–2006 w obiekcie Grand Hotel w Bangkoku. Wcześniej znany jako Asian Open lub Thailand Open. Był rankingowy turnieju w latach 1989-2002. Najwięcej razy w turnieju tym zwyciężali: Szkot Stephen Hendry (3 razy) i Walijczyk Mark J. Williams (3 razy). W latach 1989–2002 był to turniej rankigowy. W sezonie 1991/1992 zawody wchodziły w skład serii snookerowej World Series of Snooker. 

## Zwycięzcy
| Rok                              | Zwycięzca                        | Przeciwnik                       | Wynik                            | Sezon                            |                                  |                                  |
| Thailand Masters (nierankingowe) | Thailand Masters (nierankingowe) | Thailand Masters (nierankingowe) | Thailand Masters (nierankingowe) | Thailand Masters (nierankingowe) | Thailand Masters (nierankingowe) | Thailand Masters (nierankingowe) |
| -------------------------------- | -------------------------------- | -------------------------------- | -------------------------------- | -------------------------------- | -------------------------------- | -------------------------------- |
| 1983                             | Tony Meo                         | Steve Davis                      | 2-1                              | 1983/1984                        |                                  |                                  |
| 1984                             | Jimmy White                      | Terry Griffiths                  | 4-3                              | 1984/1985                        |                                  |                                  |
| 1985                             | Dennis Taylor                    | Terry Griffiths                  | 4-3                              | 1985/1986                        |                                  |                                  |
| 1986                             | James Wattana                    | Terry Griffiths                  | 2-1                              | 1986/1987                        |                                  |                                  |
| 1992                             | Steve Davis                      | Stephen Hendry                   | 6-3                              | 1991/1992                        |                                  |                                  |
| Asian Open (rankingowe)          |                                  |                                  |                                  |                                  |                                  |                                  |
| 1989                             | Stephen Hendry                   | James Wattana                    | 9-6                              | 1989/1990                        |                                  |                                  |
| 1990                             | Stephen Hendry                   | Dennis Taylor                    | 9-3                              | 1990/1991                        |                                  |                                  |
| 1992                             | Steve Davis                      | Alan McManus                     | 9-3                              | 1991/1992                        |                                  |                                  |
| 1993                             | Dave Harold                      | Darren Morgan                    | 9-3                              | 1992/1993                        |                                  |                                  |
| Thailand Open (rankingowe)       |                                  |                                  |                                  |                                  |                                  |                                  |
| 1994                             | James Wattana                    | Steve Davis                      | 9-7                              | 1993/1994                        |                                  |                                  |
| 1995                             | James Wattana                    | Ronnie O’Sullivan                | 9-6                              | 1994/1995                        |                                  |                                  |
| 1996                             | Alan McManus                     | Ken Doherty                      | 9-8                              | 1995/1996                        |                                  |                                  |
| 1997                             | Peter Ebdon                      | Nigel Bond                       | 9-7                              | 1996/1997                        |                                  |                                  |
| Thailand Masters (rankingowe)    |                                  |                                  |                                  |                                  |                                  |                                  |
| 1998                             | Stephen Hendry                   | John Parrott                     | 9-6                              | 1997/1998                        |                                  |                                  |
| 1999                             | Mark J. Williams                 | Alan McManus                     | 9-7                              | 1998/1999                        |                                  |                                  |
| 2000                             | Mark J. Williams                 | Stephen Hendry                   | 9-5                              | 1999/2000                        |                                  |                                  |
| 2001                             | Ken Doherty                      | Stephen Hendry                   | 9-3                              | 2000/2001                        |                                  |                                  |
| 2002                             | Mark J. Williams                 | Stephen Lee                      | 9-4                              | 2001/2002                        |                                  |                                  |
| Thailand Masters (nierankingowe) |                                  |                                  |                                  |                                  |                                  |                                  |
| 2003                             | Noppadon Noppachorn              | Rom Surin                        | 5-4                              | 2002/2003                        |                                  |                                  |
| 2006                             | Marco Fu                         | Issara Kachaiwong                | 5-3                              | 2006/2007                        |                                  |                                  |